# Coupe du Maghreb des clubs champions 1975-1976
Navigation
Édition précédente
La Coupe du Maghreb des clubs champions 1975-1976 est la septième édition de la coupe du Maghreb des clubs champions, qui se déroule entre le 17 et 19 octobre 1975, à Tunis.
La compétition est réservée aux champions nationaux du Maroc, de Tunisie, et d'Algérie ; la Libye ne participe pas à cette édition. C'est le tenant du titre, le Club africain, qui la remplace. La compétition se joue sous forme de matchs à élimination directe, mettant aux prises quatre clubs, qui s'affrontent à Tunis.
Ce sont les Tunisiens du Club africain qui remportent la compétition en battant en finale le club algérien du Mouloudia Club d'Alger, aux tirs au but, après un score nul et vierge. Il s'agit du troisième titre consécutif du Club africain dans la compétition.

## Équipes participantes
- Mouloudia Club d'Alger  - Champion d'Algérie 1975
- Mouloudia Club d'Oujda  - Champion du Maroc 1975
- Club africain  - Champion du Maghreb 1975
- Espérance sportive de Tunis  - Champion de Tunisie 1975

## Compétition

### Demi-finales
| Date       | Équipe 1        | Résultat | Équipe 2 |
| ---------- | --------------- | -------- | -------- |
| 17 octobre | Club africain T | 2 - 1    | MC Oujda |
| 17 octobre | ES Tunis        | 0 - 1    | MC Alger |

- CA-MCO[1] :
  - Arbitre : Benghennif, assisté de Ben Ghezal et Kaïd Ahmed (Algérie)
  - Buts : Naceur Cherif (  65e) et Néjib Abada (  72e) pour le CA et Kamal Smiri (  32e) pour la MCO
  - CA : Sadok Sassi, Mohamed Ayari, Mohamed Ali Ben Moussa, Lotfi Ben Khedher, Ali Retima, Nejib Ghommidh, Taoufik Belghith, Néjib Abada, Néjib Gara (puis Mondher Chicha), Moncef Khouini (expulsé), Naceur Cherif (entraîneur : Ameur Hizem)
  - MCO : Jebbar, Mohamed El Filali, Mbarek El Filali, Mimoun Jouiet, Mustapha El Tahiri, Kamal Smiri, Ahmed Haddidi, Mohamed Merzak, Hmida Belhiouane, Mohamed idrissi (puis Harbid), Bachir Meghfour (entraîneur : Lamari)
- MCA-EST[1] :
  - Arbitre : Larrache, assisté de Louazel et Bahar (Maroc)
  - But : Zoubir Bachi (  54e)
  - MCA : Abdennour Kaoua, Abdenour Zemmour, Mohamed Azzouz, Abdelaziz Djemâa, Abdelwahab Zenir, Bouzid Mahiouz (expulsé), Omar Betrouni, Zoubir Bachi, Abdelkader Ait Hamouda (puis Mehdi Aizel), Anouar Bachta, Aïssa Draoui (entraîneur : Abdelhamid Zouba)
  - EST : Naceur Chouchane, Abdelkrim Bouchoucha, Bessifi (puis Abdelhamid Kenzari), Abdelkader Ben Sayel, Ridha Akacha, Mohamed Ben Mahmoud, Lotfi Laroussi, Taoufik Labidi, Tarak Dhiab, Temime Lahzami, Abdelmajid Gobantini (expulsé) (entraîneur : Hmid Dhib)

### Match pour la3eplace
| Date       | Équipe 1 | Résultat | Équipe 2 |
| ---------- | -------- | -------- | -------- |
| 19 octobre | ES Tunis | 4 - 2    | MC Oujda |

- EST-MCO[2] :
  - Arbitre : Kaïd Ahmed, assisté de Ben Ghezal et Benghennif (Algérie)
  - Buts : Jamel Bouhlal (  36e et   69e), Abdelhamid Kenzari (  60e), Lotfi Laroussi (  65e) pour l'EST ; Hadidi (  49e) et Hmida Belhiouane (penalty à la 86e min.)
  - EST : Naceur Chouchane (puis Kamel Karia), Abdelkrim Bouchoucha, Abdelhamid Kenzari, Abdelkader Ben Sayel, Ridha Akacha, Mohamed Ben Mahmoud, Lotfi Laroussi, Abdelmajid Jelassi (puis Imed Annabi), Tarak Dhiab, Jamel Bouhlal, Faouzi Hanchi
  - MCO : Said (puis Jebbar), Mohamed El Filali, Mbarek El Filali, Mohamed Merzak, Mustapha El Tahiri, Kamal Smiri, Ahmed Haddidi, Hmida Belhiouane, Mohamed Idrissi, Harbid, Glimini (puis Kessou)

### Finale
| Date       | Équipe 1        | Résultat         | Équipe 2 |
| ---------- | --------------- | ---------------- | -------- |
| 19 octobre | Club africain T | 0 - 0 4-2 t.a.b. | MC Alger |

Les finalistes sont :
- CA : Sadok Sassi, Mohamed Ayari, Mohamed Ali Ben Moussa, Lotfi Ben Khedher, Ali Retima, Nejib Ghommidh, Taoufik Belghith, Néjib Abada, Néjib Gara (puis Hassen Bayou), Mondher Chicha, Naceur Cherif (puis Mohamed Ali Klibi)
- MCA : Abdennour Kaoua, Abdenour Zemmour, Mohamed Azzouz, Abdelaziz Djemâa (puis Réda Bendi), Abdelwahab Zenir, Ali Bencheikh, Omar Betrouni, Zoubir Bachi, Abdesslem Bousri (puis Abdelkader Ait Hamouda), Anouar Bachta, Aïssa Draoui.
- Arbitre : Larrache, assisté de Louazel et Bahar (Maroc)

## Vainqueur
| Coupe du Maghreb des clubs champions Vainqueur 1974 |
| --------------------------------------------------- |
| Club africain Troisième titre                       |

## Sources
- (en) « Maghreb Champions Cup », sur rsssf.com (consulté le 16 mai 2016)